# ORJUNA
ORJUNA (Organizacija jugoslavenskih nacionalista) je bila ekstremna nacionalistička i teroristička organizacija osnovana s ciljem zaštite unitarističke jugoslavenske države. Karakterizira je primjena drastičnih i fašističkih metoda i terora protiv političkih protivnika. Usko je surađivala s četnicima i jugoslavenskom vojskom; zahvaljujući toj suradnji dobivali su tijekom 1920-ih godina oružje, mogli su održavati vojne vježbe i nekažnjeno provoditi terorističke akcije protiv hrvatskih domoljuba. Ostala je općenito poznata po kratici "ORJUNA". Njezini članovi, a onda i drugi nasilnički jugoslavenski i jugoslavensko-integralistički, monarhistički članovi zvani su "orjunaši".
Neki autori upozoravaju na veliku sličnost s drugim ekstremno desničarskim pokretima koji su u Europi nastajali u isto vrijeme - fašistima i nacistima: orjunaši su bili zagovornici koncepta autoritarne države suprotstavljene demokraciji i parlamentarizmu, te su - posve slično fašistima i nacistima - imali dobro uvježbane i organizirane naoružane skupine ("akcijske čete") za pritisak i teror.
Makar zabranjeni 1929. godine tijekom Šestosiječanjske diktature (kada je država raspustila većinu građanskih udruga), njezino članstvo je ostalo u prisnim odnosima s jugoslavenskim državnim aparatom, a u Drugome svjetskom ratu su u značajnom broju stupali u četničke postrojbe - te je u Dalmaciji bilo više četničkih postrojbi popunjenih uglavnom Hrvatima - orjunašima.

## Osnivanje 1921.
Osnovana 25. siječnja 1921. godine u Splitu pod imenom Jugoslavenska napredna nacionalistička omladina; ime je promijenjeno u svibnju 1922. godine, kada dobiva novi statut i prestaje okupljati samo omladinu. Osnivači su bili skupina mlađih sljedbenika Svetozara Pribićevića (u to vrijeme zadrtog velikosrbina), pripadnici borbenog krila Demokratske stranke; službeni vođa ORJUNE bio je Milan Pribićević, 2 godine mlađi Svetozarov brat (1877. – 1937.), svojedobno austro-ugarski časnik čijim je dezerterstvom u Srbiju bio iniciran tzv. veleizdajnički proces iz 1909. godine. Stranka je na izborima za ustavotvornu skupštinu Kraljevine SHS 1920. godine snažnim promoviranjem jugoslavenstva osvojila većinu glasova Srba prečana te dio glasova Hrvata, osobito u Dalmaciji, koji su težili snažnoj državi koja bi ih zaštitila od Italije. 
Značajnu ulogu u osnivanju Orjune imala je skupina Hrvata prebjeglih s područja koje je nakon Prvoga svjetskog rata pripojeno Italiji. Prvi predsjednik bio je Marko Nani, a tajnik Edo Bulat, koji je kasnije postao hrvatski nacionalist i ustaški dužnosnik u doba NDH. U veljači 1922. godine na čelo joj dolazi književnik dr. Mirko Korolija, kojeg srdačno prima kralj Aleksandar I. Karađorđević.
Poticaj za osnivanje Orjune bilo je donošenje Obznane, kojom je zabranjen rad Komunističke partije Jugoslavije. Orjuna je osnovana s ciljem borbe protiv snaga koje ugrožavaju novu državu: komunizma i "separatizma", odnosno hrvatskog nacionalnog pokreta uopće. Kao i Demokratska stranka, zastupa centralističko (unitarističko) uređenje države i ideologiju "integralnog jugoslavenstva": svi Jugoslaveni čine jedinstvenu naciju, u kojoj se postupno trebaju izgubiti posebnosti tri postojeća "plemena". 

## Terorističko djelovanje i ideologija
Središnji ideološki koncept Orjuninog unitarnog jugoslavenstva bilo je stvaranje nove unitarne (jugoslavenske) nacije. Favorizacija srpskoga nacionalnog mentaliteta. Protuhrvatstvo proizlazi iz vrednovanja hrvatskoga nacionalnog identiteta kao nepodobnog za oblikovanje jedinstvene jugoslavenske nacije.
Orjunaši su u Osijeku 1923. godine izveli atentat i usmrtili hrvatskog aktivista Stjepana Veselića, bacili bombu na tiskaru Hrvatskog lista i srušili Frangeš-Mihanovićev spomenik Umirućem domobranu. Orjuna se od početka služila političkim nasiljem (terorom) protiv političkih protivnika. Članovi su organizirani u desetine, koji poduzimaju batinaške napade. Nisu stali samo na tome: prigodom rudarskog štrajka u Trbovlju (Slovenija) 1924. godine Orjunaši su bombama i revolverima napali radnike i zapalili Radnički dom. U doba izbora često napadaju skupove hrvatskih stranaka. Česti su ulični sukobi s organizacijom Hrvatska nacionalna omladina (HANAO). Napadali su također stranke i organizacije nacionalnih manjina: Nijemaca, Mađara i Rumunja.
Financira je pokrajinska vlada za Hrvatsku i Slavoniju iz fondova za "Istru i nacionalnu propagandu". Surađuje s četničkim organizacijama i militarističkom Narodnom obranom. Po mnogo čemu je imala karakteristike fašističkog pokreta. Zagovarala je rasno i integralno jugoslavenstvo, a neistomišljenike je tjelesno i oružano terorizirala, a ideološki je zahtijevala istrijebiti sve "elemente koji koče državno postojanje i narodno jedinstvo". Veliku mržnju je pokazivala prema ustanovama, organizacijama i osobama koje su im ideološki bile suprotne, posebice prema kleru, frankovcima, separatistima, komunistima, Trumbiću i Radiću, jer su se isti odupirali velikosrpskoj dinastičkoj hegemoniji. Svojstveno im je veličanje srpstva u kulturnom i političkom smislu, Srbije u kojoj vide mesijansku ulogu, odanost dinastiji i Kralju (Kraljevine SHS, op.a.) kojega su nazivali i smatrali "velikim genijem, najsjajnijim simbolom, idealom vaskresenja i vladarom nedostižnih moralnih visina". Jedna od upadljivih osobina orjunaša, kako ondašnjih, tako i njihovih sljedbenika po ponašanju, je ta što su se držali svake ideje koja je negirala hrvatsku državnu ideologiju. Prema gradu Zagrebu, koji je predstavljao moguće središte hrvatskog nacionalnog i državnog identiteta, osjećaju gađenje i upravljaju mržnju prema njemu, a s druge strane zagovaraju potpunu odvojenost Dalmacije, koju ne smatraju hrvatskom pokrajinom. Ideološki su pokazivali neke istovjetnosti s autonomašima i talijanašima iz Austro-Ugarske "Slaveni možda, Hrvati nikada".
Od početka je ORJUNA razvila najužu suradnju s četničkim pokretom. Najistaknutiji četnički vojvode Kosta Pećanac i Ilija Trifunović-Birčanin sudjelovali su u ORJUNI koja ih 1924. godine obojicu imenuje za "velike čelnike".
Postojali su i izravni kontakti s fašistima. Tako se npr. dr. Mirko Korolija, predsjednik JNNO od veljače 1922. godine i kasnije Orjune, javno hvalio svojim dopisivanjem s Benitom Mussolinijem.
Osim Dalmacije, uporišta ova organizacija je imala i u Sloveniji. U Srbiji ima izvjesno uporište među studentima beogradskog sveučilišta; izvan njega nema veće značenje. Vladajuća Narodna radikalna stranka osnovala je organizaciju Srpska nacionalna omladina (SRNAO) kao protutežu pokretu integralnog jugoslavenstva.
Nakon raskola u Demokratskoj stranci 1924. godine, većina članova Orjune podržalo je vođu prečana Svetozara Pribićevića. Na parlamentarnim izborima 1925. i 1927. godine podržavali su kandidate njegove Samostalne demokratske stranke. Zajednički im je cilj obrana ugroženog jugoslavenstva. 
Vodstvo ORJUNE nije podržalo drastični politički zaokret Pribićevića koji ubrzo nakon izbora 1927. godine sklapa sporazum sa Stjepanom Radićem (Seljačko-demokratska koalicija). Ostaju vjerni starom opredjeljenju i metodama. Zbog svojeg jugoslavenstva dolaze u sukob i sa srpskim nacionalističkim organizacijama i velikosrpskim koncepcijama srpskih političara.
Cyprian P. Blamires u svojoj Enciklopediji svjetskog fašizma iz 2006. godine predstavlja ORJUNU kao "najizrazitiji fašistički pokret u Jugoslaviji", čija je ekstremna nasilnost i samovolja u poduzimanju militantnih akcija naposljetku potaknula jugoslavenske vlasti da je od 1925. godine izvrgnu pritiscima, a naposljetku raspuste 1929. godine.

## Zabrana 1929. i odnos prema četničkom pokretu
Orjuna je pozdravila Šestojanuarsku diktaturu, ali je ipak bila zabranjena, zajedno sa svim "plemenskim" strankama i organizacijama. Kralj Aleksandar I. Karađorđević odrekao se njihovih usluga jer su bili omrznuti, ali ne i njihovih ideja i metoda. "Integralno jugoslavenstvo" proklamirano je kao službena državna ideologija, a politički teror države (koji je i ranije postojao) sustavno je organiziran. Međutim, od izvorne zanesenosti jugoslavenskom idejom nije u stvarnosti ostalo ništa: to je sada samo maska za velikosrpske koncepcije; to je također bio razlog za zabranu Orjune.
Valja opaziti da su vlasti u isto vrijeme raspustili i »Udruženje srpskih četnika Petar Mrkonjić za Kralja i Otadžbinu« - ne zato što su bile protiv djelovanja četništva (dapače, bila je to jedna od rijetkih udruga političkog karaktera, koja nije raspuštena), nego zato što su htjeli da se svi četnici ujedine u "izvorno" četničko "Udruženje četnika za slobodu i čast otadžbine" - kojega je 1921. godine u Srbiji osnovala Demokratska stranka - dakle ista stranka koja je iste te godine bila osnovala i ORJUNU. Jednostavno su članovi ORJUNE upućeni neka se pridruže jedinstvenom monarhističkom četničkom pokretu - što su oni redom i učinili, te su se poslije u II. svjetskom ratu u znatnom broju (i etnički Hrvati, poput Grge Angjelinovića) djelatno priključili četničkim postrojbama. Najugledniji četnički vojvoda Ilija Trifunović-Birčanin je 1941. godine iz Srbije došao u Split - grad u kojem je bilo najjače orjunaško uporište - kako bi uspostavio kolaboraciju s Talijanima, te uspostavio važno četničko zapovjedništvo u Splitu (koje je, kolaborirajući s Talijanima kontaktiralo i s Britancima, koji su Birčaninu podmornicom poslali radio stanicu kojom je on održavao vezu s izbjegličkom vladom u Londonu, koja je u Birčanina imala najveće povjerenje) i osnovao više četničkih postrojba sastavljenih od Hrvata - orjunaša. 

## Potpora određenih književnika
Djelovanje Orjune i kasnije četnika u Splitu aktivno su podupirali književnici, poput Nike Bartulovića, Đure Vilovića, Mirka Korolije, Ćire Čičin-Šaina, Sibe Miličića i drugi. Redovito su pisali ekavicom.  Bivši katolički svećenik Đuro Vilović je radio u stožeru Draže Mihailovića. 
U Splitu je tada djelovao Četnički odbor predvođen vojvodom Ilijom Trifunovićem - Birčaninom. Načelnik njegovog stožera bio je Radovan Ivanišević. Procjenjuje se kako je među četnicima tada bilo više od dvije tisuće Hrvata.

## Uloga tijekom drugog svjetskog rata
Tijekom Drugoga svjetskog rata priključili su se redovima vojske Draže Mihailovića također i brojni Hrvati, Slovenci pa čak i bosanski muslimani - uglavnom članovi akcijskih četa Orjune. Osobe poput Zvonimira Vučkovića Feliksa zauzimale su ključna mjesta u četničkoj hijerarhiji. Zvonimir Vučković bio je zapovjednik Prvog ravnogorskog korpusa, nosio je naslov četničkog vojvode i bio Mihailovićev bliski suradnik. 
Stanoviti broj Hrvata iz Dalmacije vjernih (jugoslavenskom) kralju osnovao je Kaštelanski četnički odred, Splitsko-šibenski bataljon i Odred vojvode Birčanina, koji djeluju u sklopu Dinarskog četničkog korpusa na čelu sa srpskopravoslavnim raspopom Momčilom Đujićem. Dalmatinsko orjunaštvo koje je izvorno u velikoj mjeri bilo motivirano traženjem snažne južnoslavenske protuteže talijanskim posezanjima na Jadranu, zajedno s drugim četnicima je tijekom Drugoga svjetskog rata naveliko surađivalo s talijanskim fašistima - s čijom je ideologijom i političkim metodama zapravo i imalo mnoge sličnosti.

## Tučnjava s komunistima u Splitu
Legendarna je i tučnjava splitskih komunista sa splitskim orjunašima, koja se zbila 22. srpnja 1921. godine, kada su ih komunisti - kako su kasnije govorili - "spriječili u njihovom  'kontrarevolucionarnom djelovanju'". O tome svjedoči i spomen-ploča stavljena na zid u Plinarskoj ulici u Splitu (postavljena 1987. godine), u splitskom predjelu Varošu.

## Prikazi u književnim djelima
- U književnosti djelovanje ORJUNA-e se spominje u romanu Ive Brešana Ispovijedi nekarakternog čovjeka.
- Zastranjivanje građana, koji su išli ideološki u tom pravcu, kao i malobrojnost istih te njihovo otuđivanje od vlastite sredine, prikazano je i u TV-seriji Velo misto.

## Vanjske poveznice
|  | Zajednički poslužitelj ima još gradiva o temi ORJUNA |